# Лобаніха (Тотемський район)
Лобані́ха (рос. Лобаниха) — присілок у складі Тотемського району Вологодської області, Росія. Входить до складу П'ятовського сільського поселення.

## Географія
Лобаниха розташована за 20 км на північний схід від Тотьми (адміністративного центру району). Найближчий сільський населений пункт - Совинська.

## Населення
Населення — 6 осіб (2010; 10 у 2002).
Національний склад (станом на 2002 рік):
- росіяни — 100 %